# Forcipomyia concolor
Forcipomyia concolor är en tvåvingeart som beskrevs av Malloch 1915. Forcipomyia concolor ingår i släktet Forcipomyia och familjen svidknott.
Artens utbredningsområde är Illinois. Inga underarter finns listade i Catalogue of Life.